# 沃洛希尼夫卡
50°18′59″N 31°19′11″E / 50.31639°N 31.31972°E
沃洛希尼夫卡（烏克蘭語：Волошинівка）是位於烏克蘭北部的村莊，由基辅州布羅瓦里區的巴里希夫卡市鎮負責管轄。該村始建於1700年，面積1.84平方公里，海拔高度101米，2023年人口1,250，人口密度每平方公里847.3人。